# Renanué
Renanué és un poble del municipi de Bissaürri, comarca de la Ribagorça, avui despoblat, ubicat al vessant benasquès del coll de les Fades. Situat a 1.360 m d'alçada, compta amb l'església de Sant Esteve del segle xii, d'estil romànic. Al segle xvi es van afegir dues capelles laterals. A la part més elevada del Coll de les Fades s'aixeca la casona de Fades realitzada entre els segles xvi i xvii.